# Ménès de Pella
Pour les articles homonymes, voir Ménès.
Ménès de Pella (en grec ancien Μένης / Ménès) est un officier d'Alexandre le Grand, sômatophylaque (garde du corps) puis administrateur de Phénicie, de Syrie et de Cilicie.

## Biographie
Fils de Dionysios originaire de Pella, Ménès est désigné par Alexandre parmi les sept sômatophylaques (gardes du corps) vers 332 av. J.-C. en remplacement de Balacros devenu satrape de Cilicie fin 333 après la bataille d'Issos. Il n'a pas exercé longtemps cette fonction : vers la fin 331 il est envoyé depuis Suse occuper le poste d'hyparque (administrateur) de Phénicie, de Syrie et de Cilicie ; il est remplacé par Perdiccas. Il semble qu'Alexandre l'ait temporairement employé pour surveiller les satrapes et responsables financiers de ces régions. Ainsi selon les auteurs de la Vulgate, il désigne Ménès et Apollodore comme « stratèges de Babylone et des satrapies jusqu'en Cilicie. » Compte tenu de la situation politique en Europe et de la nécessité de faire pression sur Darius III à l'est, Alexandre confie la région côtière à un seul individu. Il confie ensuite à Ménès la mission de convoyer 3 000 talents à Antipater afin de l'aider dans la guerre contre Agis III. Ménès est également responsable du rapatriement en Europe des vétérans grecs démobilisés . 
Les monnaies frappées à Tarse portant la marque « M » pourraient démontrer l'action de Ménès à l'époque dans la région. Il est probablement mort avant la fin du règne d'Alexandre. La disparition de Ménès des sources, sans indication d'une éventuel successeur, suggère que son poste est censé être temporaire. 